# Literatura de Rumania
La literatura de Rumania es aquella escrita por autores rumanos, aunque el término también se utiliza para referirse a toda aquella obra literaria escrita en idioma rumano.

## Inicios

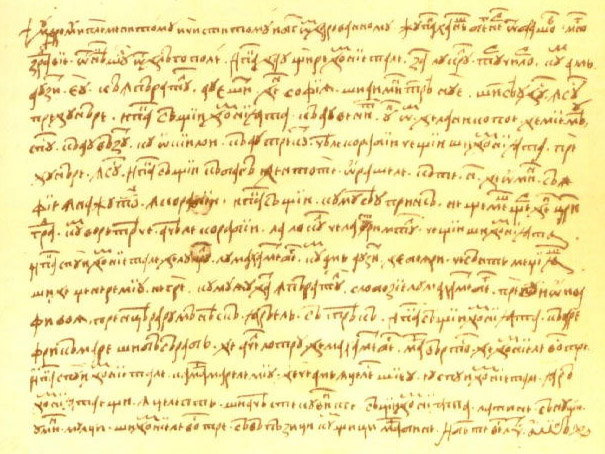
Carta de Neacşu, primer texto que se conserva en idioma rumano.

El documento más antiguo que se conserva escrito en rumano es la Carta de Neacșu escrita en 1521, enviada por Neacşu de Câmpulung al jude ("juez y alcalde") de Brașov, Hans Benkner.
La cultura rumana estuvo muy influenciada por la Iglesia ortodoxa, siendo la postura oficial de la Iglesia rumana que la ortodoxia fue traída a tierras rumanas por el apóstol Andrés. Según algunos eruditos rumanos modernos, la idea de una cristianización temprana es insostenible, ya que se utilizó con fines propagandísticos en la era totalitaria como parte de la ideología del protocronismo, que pretende que la Iglesia Ortodoxa ha sido compañera y defensora del pueblo rumano durante toda su historia. Los primeros libros traducidos al rumano fueron textos religiosos en eslavo del siglo XV. El Salterio de Șchei (Psaltirea Șcheiană) de 1482 y el Códice Voroneț (Codicele Voronețean) son textos religiosos que fueron escritos en Maramureș, probablemente con ayuda de los husitas.

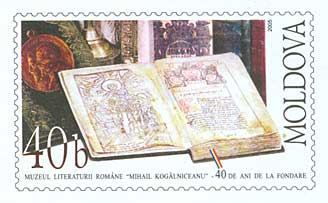
Sello con el Museo de Literatura Rumana, en Chișinău.

El primer libro impreso en Rumanía fue un texto religioso eslavo antiguo en 1508. El primer libro impreso en lengua rumana fue un catecismo protestante del diácono Coresi en 1559, impreso por Filip Moldoveanul. Más tarde, en el siglo XVI, se imprimieron otras traducciones de libros en griego griegos yen eslavo eclesiástico antiguo. Dosoftei, un moldavo publicado en Polonia en 1673, fue el primer salterio métrico rumano, produciendo la poesía más antigua conocida escrita en rumano.
Los primeros intentos por publicar una Biblia en rumano comenzaron con la impresión en 1582 en la pequeña ciudad de Orăștie de la llamada Palia de la Orăștie -una traducción de los primeros libros del Antiguo Testamento - por Diácono Șerban (un hijo del mencionado Diácono Coresi) y Marien Diacul (Marien el Escriba). La Palia fue traducida del latín por el obispo Mihail Tordaș et al., comprobándose la exactitud de la traducción con las traducciones al húngaro de la Biblia.
La Biblia completa no se publicó en rumano hasta finales del siglo XVII, cuando los monjes del monasterio de Snagov, cerca de Bucarest, tradujeron e imprimieron "Biblia de la București] - "La Biblia de Bucarest" en 1688.
En Transilvania también se atestiguó el uso explícito de un modelo latino, con la aparición del primer diccionario rumano, Dictionarium Valachico-Latinum (Caransebeș, hacia 1650), mientras que la primera gramática de la lengua rumana escrita en latín fue Institutiones linguae Valachicae (Crișana, hacia 1770).
El humanismo europeo llegó a Moldavia en el siglo XVII a través de Polonia con su representante, Miron Costin, escribiendo una crónica sobre la historia de Moldavia. Otro humanista fue Dimitrie Cantemir, que escribió historias de Valaquia y Moldavia.

## Decadencia otomana y fanariotas
En tierras rumanas, el siglo XVIII estuvo dominado por el Imperio otomano que decidió no mantener los gobernantes rumanos en Valaquia y Moldavia y hacerlo a través de los fanariotas, comerciantes griegos establecidos en Estambul.
Por ello, la influencia de la cultura griega se desarrolló en la literatura rumana. Por ejemplo, uno de los más importantes poetas de ese siglo, Alecu Văcărescu, escribió canciones de amor siguiendo la tradición del poeta griego Anacreonte. Su padre Ienăchiţă Văcărescu, también fue poeta, y también escribió la primera gramática rumana y su otro hijo Iancu Văcărescu está considerado como uno de los mejores poetas de su generación. Anton Pann desarrolló una comedia humana en a través de anécdotas, intentando ilustrar el espíritu de los Balcanes así como el folclore traído por los otomanos a tierras rumanas.
Sin embargo, la siguiente generación de escritores rumanos se inspiró en el Iluminismo europeo, entre ellos Gheorghe Asachi, Ion Budai-Deleanu y Dinicu Golescu.

## Despertar nacional

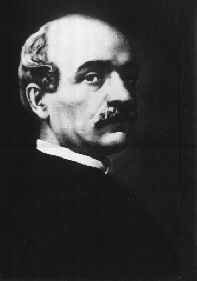
Vasile Alecsandri.

Las ideas nacionalistas llegaron hasta los rumanos que deseaban poseer su propio estado pero que seguían bajo un gobierno extranjero. Muchos escritores rumanos de la época pertenecían a movimientos nacionalistas y participaron en las revoluciones de 1821 y 1848. El origen del pueblo rumano empezó a discutirse. En Transilvania apareció el movimiento Şcoala Ardeleană, que realizó estudios filológicos sobre el origen románico del rumano y abrió escuelas para enseñar el idioma.
La filosofía alemana y la cultura francesa se integraron en la literatura rumana, perdiendo influencia la de la Antigua Grecia. En Valaquia una de las figuras destacadas de la época fue Ion Heliade Rădulescu, fundador del primer periódico en idioma rumano, Societatea Filarmonică, e impulsor del Teatro Nacional de Bucarest.
Los principales escritores de la segunda mitad del siglo fueron Vasile Alecsandri y Mihai Eminescu. Alecsandri fue un prolífico escritor, contribuyendo a la literatura rumana con poesía, prosa, diversas obras teatrales y una colección de folclore rumano. Eminescu está considerado por la mayoría de los críticos como el poeta rumano de mayor influencia, Su poesía lírica tiene parte de sus raíces en las tradiciones rumanas, aunque está también influenciado por la filosofía alemana y las tradiciones hindúes.
El círculo literario de Titu Maiorescu, Junimea, fundado en 1863 y frecuentado por numerosos escritores, desempeñó un papel importante en la literatura rumana. Muchos autores como Ion Luca Caragiale, Ion Creangă y Barbu Ştefănescu Delavrancea escribieron sus obras en esta época.

## Literatura de entreguerras

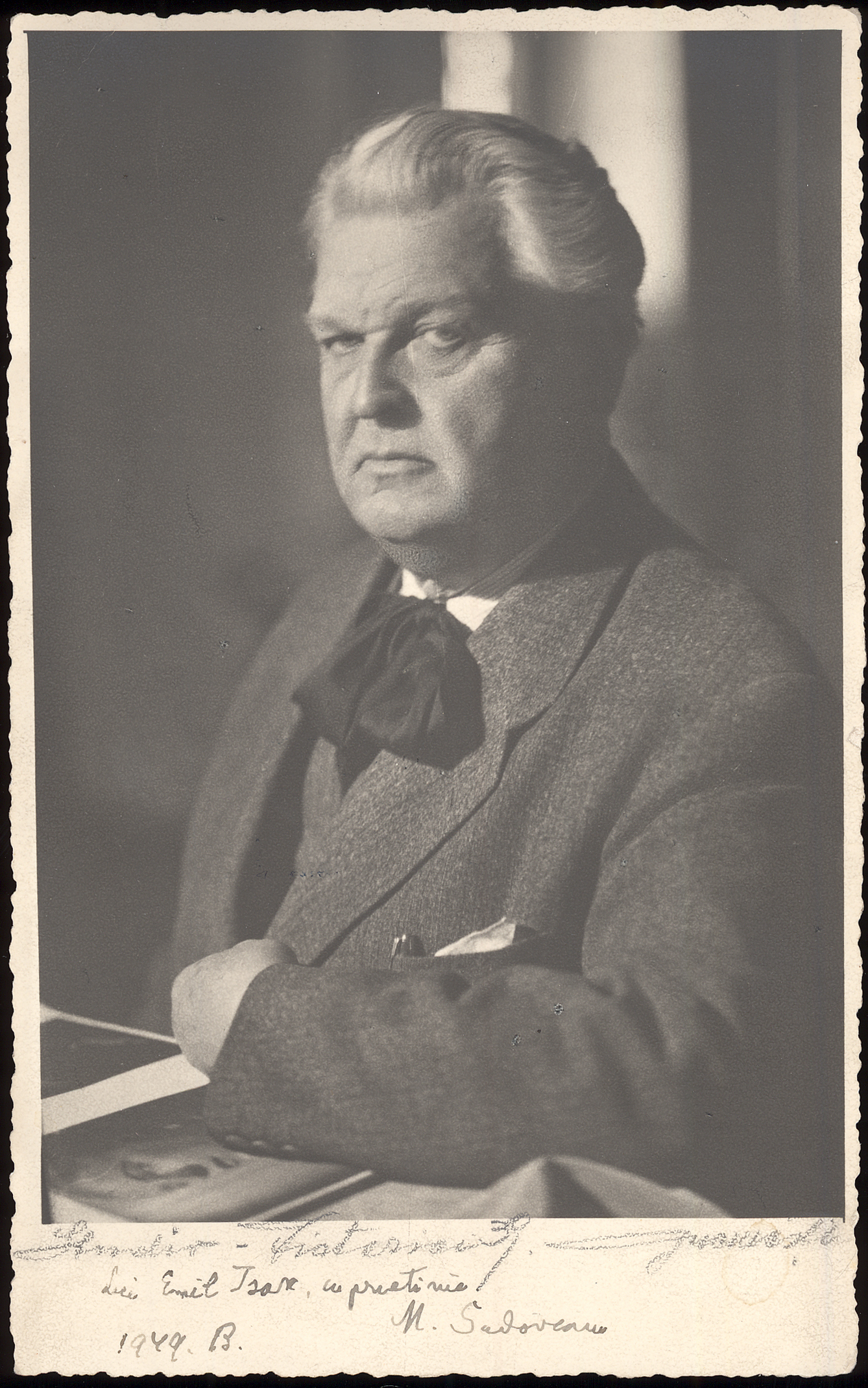
Mihail Sadoveanu.

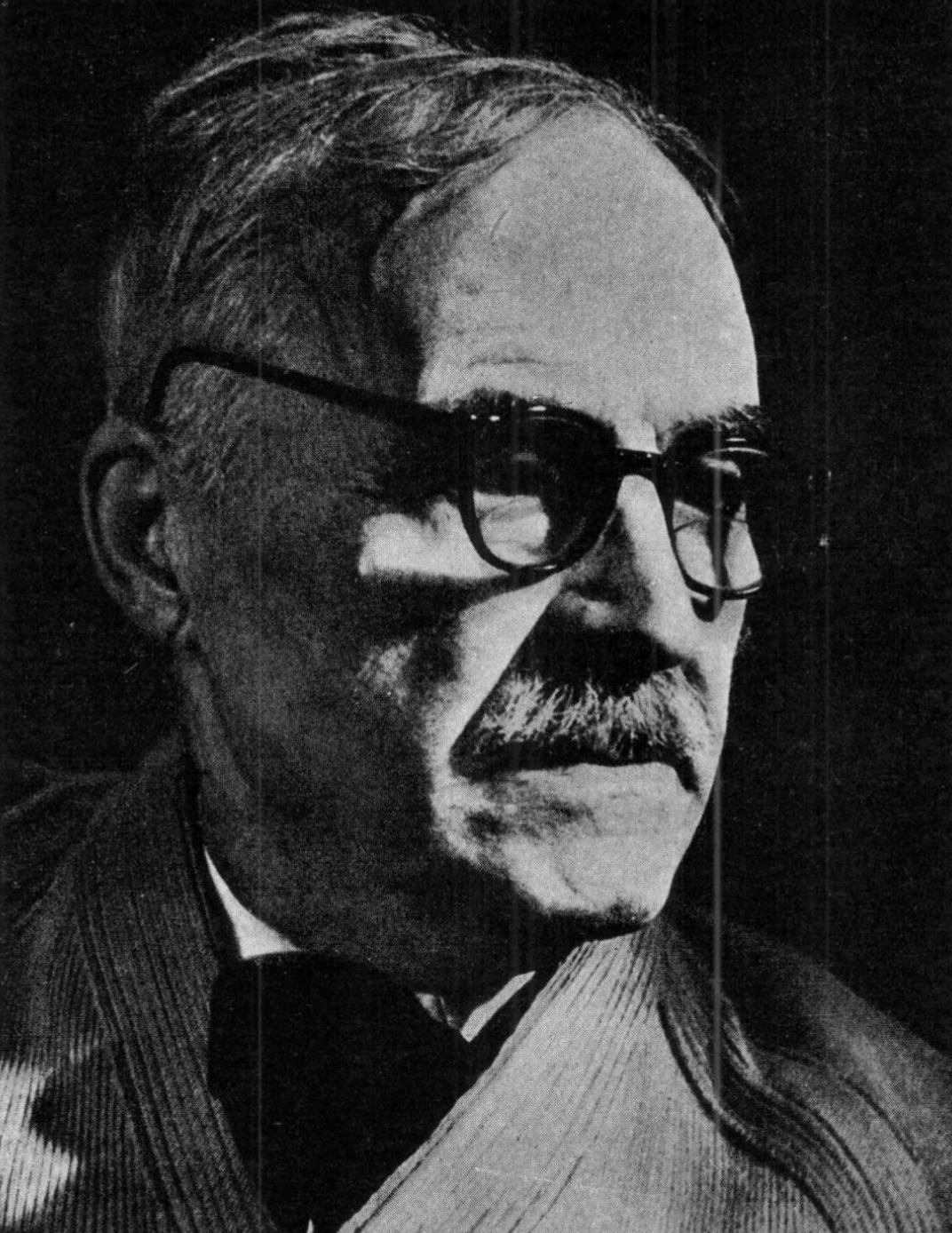
Tudor Arghezi.

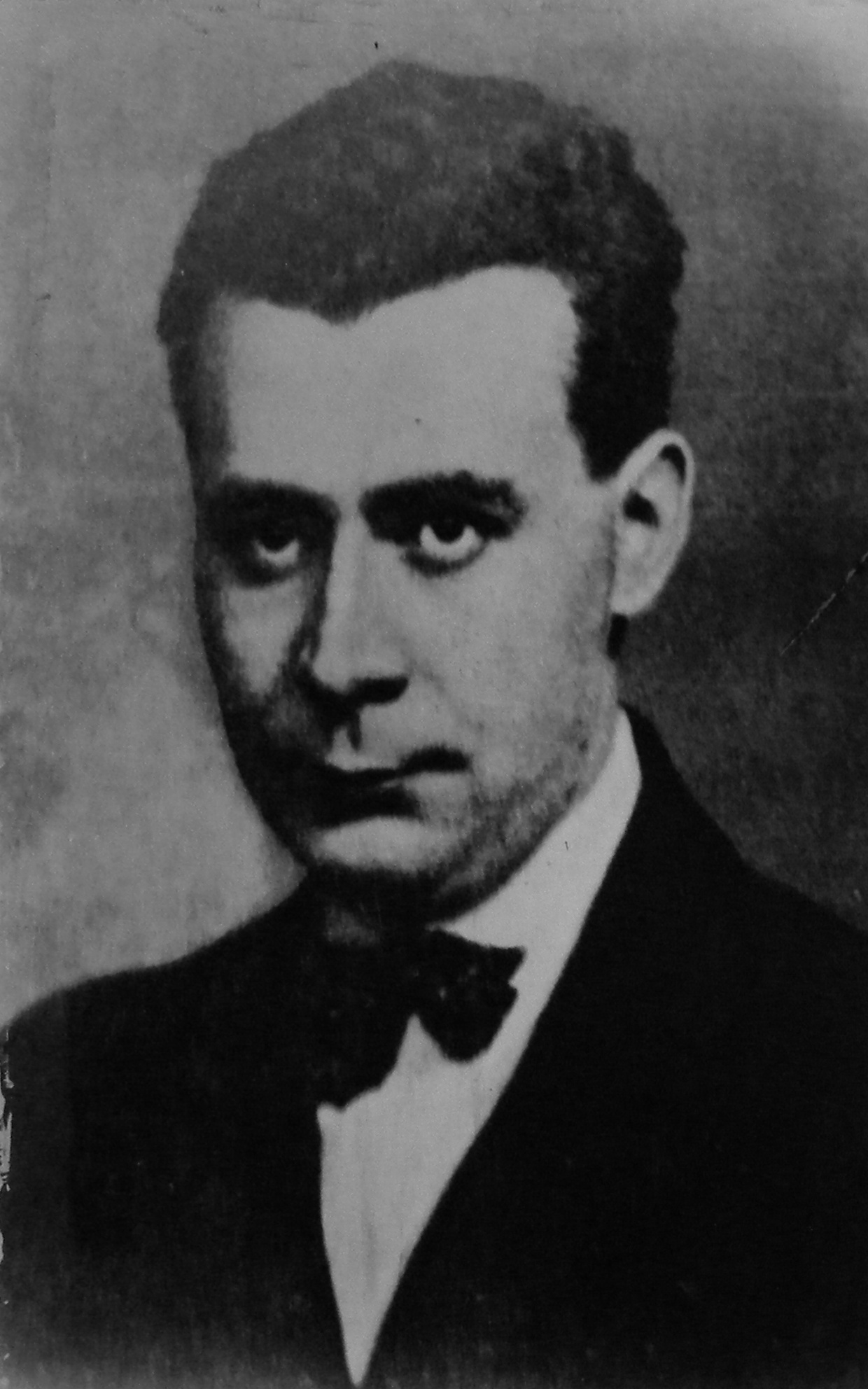
Lucian Blaga.

Tras conseguir la unidad nacional en 1918, la literatura rumana entró en lo que puede considerarse su edad de oro, caracterizada por el desarrollo de la novela rumana. La sociedad tradicional y los acontecimientos políticos recientes tuvieron gran influencia en obras de autores como Liviu Rebreanu, cuya obra Răscoala (El Levantamiento), publicada en 1932, estaba inspirada en la revolución popular delos campesinos rumanos en 1907. La novela Pădurea Spânzuraţilor (El bosque de los ahorcados), publicada en 1922, estaba inspirada en la participación de Rumania en la Primera Guerra Mundial. Los albores de la novela moderna puede verse en obras de Hortensia Papadat-Bengescu (Concert din muzică de Bach-"Concierto de Bach") y de Camil Petrescu tales como Última noche de amor, primera noche de guerra. Otra personalidad compleja de la literatura rumana es  George Călinescu: poeta, novelista, historiador, crítico literario, dramaturgo, ensayista y periodista. Publicó unas monografías sobre Eminescu y Creangă así como una monumental historia de la literatura rumana (casi mil páginas) desde sus orígenes hasta el momento en que se escribió la obra (en 1941).
Un escritor realista fue Mihail Sadoveanu quien escribió numerosas novelas que se desarrollaban en lugares y épocas diversas de la historia de Moldavia. Sin embargo, los escritores más destacados de la época son Tudor Arghezi, Lucian Blaga y Mircea Eliade. Tudor Arghezi revolucionó la poesía rumana 50 años después de Eminescu, creando nuevos pilares para la poesía rumana moderna. Lucian Blaga una de las personalidades artísticas más importantes del país, desarrolló a través de sus escritos un complejo sistema filosófico, aún hoy no perfectamente comprendido. Mircea Eliade está considerado uno de los mayores historiadores en el campo de la religión. Sus novelas revelan un simbolismo místico precristiano que allana el camino al arte contemporáneo rumano.
Nacido en Rumania, el poeta y ensayista francés Tristan Tzara, fue uno de los fundadores del dadaísmo, un movimiento revolucionario nihilista y tal vez el responsable de su nombre (en rumano da significa si). Más tarde abandonó el nihilismo por el surrealismo y el marxismo. Por primera vez en su historia, la cultura rumana estana<ba conectada con la cultura occidental siendo el dadaísmo el primer movimiento artístico y literario rumano que se internacionaliza. El dadaísmo y el surrealismo son partes fundamentales de la vanguardia, la forma más revolucionaria del modernismo. La vanguardia rumana está muy bien representada por Ion Minulescu, Gherasim Luca, Urmuz, Perpessicius, Tristan Tzara, Grigore Cugler, Geo Bogza, Barbu Fundoianu, Gellu Naum, Ilarie Voronca, e Ion Vinea. Max Blecher fue un poeta cuya vida se vio truncada por problemas de salud.
George Bacovia fue un poeta simbolista. Aunque en un principio perteneció al movimiento simbolista local, su poesía llegó a considerarse precursora del Modernismo rumano. Algunas figuras literarias importantes de este periodo también desarrollaron su actividad en otros ámbitos. Vasile Voiculescu fue un poeta, cuentista, dramaturgo y médico rumano. Ion Barbu fue poeta y un importante matemático.
Cezar Petrescu fue periodista, novelista y escritor infantil. Se le recuerda especialmente por su libro infantil Fram, ursul polar ("Fram, el oso polar"; el personaje del animal de circo debe su nombre a Fram, el barco utilizado por Fridtjof Nansen en sus expediciones). Elena Farago fue también escritora infantil y poeta.
Ion Agârbiceanu fue escritor, además de político, teólogo y griego-católica sacerdote. Gala Galaction fue otra escritora, clérigo y teóloga de la Ortodoxa Oriental.
Otras figuras literarias de esta época son Ionel Teodoreanu, Panait Istrati, Gib Mihăescu, Otilia Cazimir y George Topîrceanu.

## Periodo comunista
Marin Preda está considerado como uno de los novelistas rumanos más importantes de la época posterior a la Segunda Guerra Mundial. Su novela Moromeţii describe la vida y las dificultades de una familia de campesinos en la Rumania anterior a la guerra y durante el advenimiento del comunismo. Su libro más destacado es Cel mai iubit dintre pământeni, una cruel descripción de la sociedad comunista. Algunos de los poetas destacados de este periodo son Nichita Stănescu, Marin Sorescu y Ana Blandiana. 
Fuera de Rumania Eugène Ionesco y Émile Michel Cioran representan el espíritu nacional a su más alto nivel. Ionesco es uno de los más famosos dramaturgos del teatro del absurdo. Más allá de ridiculizar las situaciones más banales, las obras de Ionesco representan de un modo tangible la soledad de los seres humanos y la insignificancia de la propia existencia. Cioran fue un escritor y filósofo brillante.
La "diáspora" rumana, provocada por la caótica transición del comunismo al capitalismo, ha llevado a algunos talentosos escritores a radicarse en el exterior, tales como, Angela Nache-Mamier Dan Dănilă y Linda María Baros.
Mircea Ivănescu, conocido especialmente por sus trabajos como traductor, es uno de los poetas más importantes de los últimos años del periodo comunista. Su primera obra, Lines, fue publicada en 1968, y desde entonces ha continuado publicando con asiduidad. Su poesía se caracteriza por una recuperación del uso narrativo en la poesía y recuerda al estilo de los poetas posbélicos estadounidenses. Fue propuesto para el Premio Nobel en 1999 por la Asociación Profesional de Escritores de Rumanía.

## Periodo poscomunista
A principios de 1980 aparece un grupo de nuevos autores denominado «Generación de los ochenta», fuertemente influenciado por la llegada de las nuevas dinámicas capitalistas a Rumanía. Fueron categorizados por la crítica como un grupo de artistas posmodernos.
Destacan especialmente Mircea Nedelciu, conocido por su escritura experimental, autor de Zmeura de cîmpie ("Raspberry of the Field"), Tratament fabulatoriu ("Confambulatory Treatment") y Femeia în roşu ("The Woman in Red"); Ioan Groșan, autor de Trenul de noapte, proză scurtă y Planeta mediocrilor; Gheorghe Crăciun, profesor en la Universidad de Braşov, autor de Frumoasa fără corp y Pupa russa, y Traian T. Coșovei, miembro de la Unión de Escritores de Rumania y autor de Greva căpșunelor ("La huelga de fresa") y Aeorstate plângând ("Aerostatos llorando"). Pertenece también a esta generación el escritor Mircea Cărtărescu, autor de poesía y narrativa, de cuya obra destacan la trilogía Orbitor (Cegador) y la novela Solenoid (Solenoide). En 2018 fue galardonado con el Premio Formentor de las Letras y el Premio Thomas Mann.

## Cronología:sigloXIX-actualidad
- 1812 Gypsyada Ioan Budai-Deleanu (poema épico)
- 1847 La historia del habla Anton Pann (poema narrativo)
- 1850 Canción de Rumanía Alecu Russo (poesía épica)
- 1857 Alexandru Lăpușneanul Costache Negruzzi (novela histórica)
- 1861-1863, posthoumously Românii supt Mihai-Voievod Viteazul Nicolae Bălcescu (no ficción histórica)
- 1867 Razvan y Vidra Bogdan Petriceicu Hasdeu (obra de teatro)
- 1879 Recuerdos de infancia Ion Creangă (novela autobiográfica)
- 1883 Poezii Mihai Eminescu (poesía)
- 1884 Una carta perdida I.L. Caragiale (obra de teatro)
- 1894 Mara Ioan Slavici (novela)
- 1920 Ion Liviu Rebreanu (novela)
- 1924 În Marea Trecere Lucian Blaga (poesía)
- 1925 Danton Camil Petrescu (obra de teatro)
- 1927 Concierto de música de Bach Hortensia Papadat-Bengescu (novela)
- 1927 Cuvinte Potrivite Tudor Arghezi (poesía)
- 1929 Craii de Curtea-Veche Mateiu Caragiale (novela)
- 1930 Joc Secund Ion Barbu (poesía)
- 1933 La cama de Procusto Camil Petrescu (novela)
- 1934 Ioana Anton Holban (novela)
- 1936 Sucesos en la realidad inmediata Max Blecher (novela)
- 1938 El Enigma de Otilia George Călinescu (novela)
- 1943 Panopticum Ion Caraion (poesía)
- 1945 Plantații Tonegaru Constante (poesía)
- 1946 Stanțe Burgheze George Bacovia (poesía)
- 1946 Libertatea de a Trage cu Rifca Geo Dumitrescu (poesía)
- 1947 Don Juana Radu Stanca (obra de teatro)
- 1955 Moromeții Marin Preda (novela)
- 1956 Primele Iubiri Nicolae Labiș (poesía)
- 1964 Ultimele sonete închipuite ale lui Shakespeare Vasile Voiculescu (poesía)
- 1965 El invierno de los hombres ro (prosa corta)
- 1966 El hombre brújula Ștefan Augustin Doinaș (poesía)
- 1966 11 Elegías Nichita Stănescu (poesía)
- 1968 Iona Marin Sorescu (obra)
- 1969 Carte de Vise Leonid Dimov (poesía)
- 1969 Dicționar onomastic ro (novela)
- 1970 Matei Iliescu ro (novela)
- 1973 La caza real Dumitru Radu Popescu (novela)
- 1975 El mundo en dos días George Bălăiță (novela)
- 1977 El libro de Metrópolis ro (novela)
- 1977 Bunavestire Nicolae Breban (novela)
- 1980 Faruri, Vitrine, Fotografii Mircea Cărtărescu (poesía)
- 1983' Dimineață Pierdută Gabriela Adameșteanu (novela)
- 1983 Poeme de Amor Mircea Cărtărescu (poesía)
- 1988 Viejos versos, nuevos Mircea Ivănescu (poesía)
- 1989 Y ayer será un día Mircea Nedelciu (prosa corta)
- 1990 Levantul Mircea Cărtărescu (poema épico)
- 1993 Nostalgia Mircea Cărtărescu (prosa corta)
- 1996 Amantul Colivaresei Radu Aldulescu (novela)
- 1996 Coaja lucrurilor, sau Dansând cu Jupuita Adrian Oțoiu (novela)
- 1996 Orbitor. Ala izquierda Mircea Cărtărescu (novela)
- '2004 Little Red Man Doina Ruști (novela)
- 2004 Pupa Russa Gheorghe Crăciun (novela)
- 2004 Los profetas de Jerusalén Radu Aldulescu (novela)
- '2006 Zogru Doina Ruști (novela)
- 2008 El fantasma en el molino Doina Ruști (novela)
- 2009 Lizoanca la 11 ani Doina Ruști (novela)
- 2010 La raíz de Bucsau ro (novela)
- 2015 El Manuscrito Fanariot Doina Ruști (novela)
- 2017 Mâța Vinerii/El libro de los platos peligrosos Doina Ruști (novela)
- 2017 Axiomele infinității Dumitru Găleșanu (poesía)
- 2018 Armagedón Revelado ro (novela)

|}